# (37193) 2000 WF73
2000 WF73 (asteroide 37193) é um asteroide da cintura principal. Possui uma excentricidade de 0.04448910 e uma inclinação de 4.63189º.
Este asteroide foi descoberto no dia 20 de novembro de 2000 por LINEAR em Socorro.